# Edme Martin Bourdois de Champfort
Edme-Martin Bourdois de Champfort, né le 11 mars 1750 à Joigny et mort le 24 décembre 1825 à Paris, est un général français de la révolution.

## États de service
Il est enrôlé dans la garde nationale d'Auxerre le 4 juillet 1790, il est lieutenant colonel du 1er bataillon de volontaires de l'Yonne en 1791. En 1793, il est détaché dans un bataillon de grenadiers de l'armée de Belgique en tant que commandant.
Le 6 juin 1794, il est arrêté, démis de ses fonctions et envoyé devant le tribunal révolutionnaire pour avoir servi dans la garde des tyrans, et pour avoir porté une décoration militaire contraire à la loi. Cette dénonciation étant reconnue par le tribunal comme calomnieuse et injuste, il est nommé chef de brigade le 21 juin 1795 à la 193e demi brigade d'infanterie de première formation, il rejoint le 19 février 1796 l'armée d'Italie à la tête de la 5e demi brigade d’infanterie de deuxième formation. Il est nommé commandant de la place de Milan en mars 1797, et il est promu général de brigade le 12 juillet 1797.
Il est admis à la retraite le 25 brumaire an VI (15 novembre 1797).
Il est vénérable d'une loge maçonnique à Auxerre et il est fait chevalier de la Légion d’honneur le 14 juin 1804.

## Sources
- « Edme Martin Bourdois de Champfort », sur roglo.eu
- « Généraux B », sur thierry.pouliquen.free.fr (consulté le 15 janvier 2024)
- (en) « French Infantry Regiments and the Colonels who Led Them: 1791 to 1815 », sur www.napoleon-series.org
- Georges Six, Dictionnaire biographique des généraux & amiraux français de la Révolution et de l'Empire (1792-1814), p. 142